# Siegfried I av Anhalt
Siegfried I av Anhalt-Zerbst, född omkring 1230, död någon gång efter 25 mars 1298 i Köthen, var regerande furste av Anhalt-Zerbst och tillhörde huset Askanien. Han var regerande furste från 1252 till 1298, de sista åren från 1290 endast till namnet, då han dragit sig tillbaka som predikarmunk och överlämnat regeringen till sin son Albrekt I. Genom sitt äktenskap med den svenska kungasystern Katarina Birgersdotter var han även svärson till Birger Jarl av Sverige och svåger till svenska kungarna Valdemar Birgersson och Magnus Ladulås.

## Biografi
Siegfried I föddes som tredje son till fursten Henrik I av Anhalt och Irmingard av Thüringen, dotter till lantgreven Hermann I av Thüringen.  Vid faderns död 1252 delades furstendömet mellan sönerna Henrik II av Anhalt-Aschersleben, Bernhard I av Anhalt-Bernburg och Siegfried av Anhalt-Zerbst.
Efter den siste ludowinger-lantgreven Henrik Raspes död ockuperade Siegfried under det thüringsk-hessiska arvskriget pfalzgrevskapet, på vilket han gjorde anspråk som son till Irmingard av Thüringen. Han avsade sig senare anspråken på lantgrevetiteln till huset Wettin och erhöll av dessa kompensation. I kungavalet år 1273 var Siegfried en av kandidaterna till kunga- och kejsartiteln, som vanns av Rudolf av Habsburg.
Siegfried gifte sig 1259 med Katarina Birgersdotter av Sverige (född före 1245, avliden omkring 1289), dotter till Birger Jarl och syster till kungarna Valdemar Birgersson och Magnus Ladulås. De sista åren av sin regering, efter 1290, drog sig Siegfried tillbaka som predikarmunk, och sonen Albrekt I av Anhalt övertog regentskapet, efter Siegfrieds död 1298 även till namnet.

## Barn
1. Albrekt I av Anhalt-Zerbst, furste av Anhalt-Zerbst (död 1316).
2. Henrik (död 1340/1341), prost i Halberstadt.
3. Siegfried (död 1317), kanik i Magdeburg.
4. Hermann (död efter juni 1328), riddare i Tyska orden, komtur i Dessau 1327.
5. Agnes (död efter augusti 1316), abbedissa i Coswig.
6. Hedwig (död efter februari 1319), abbedissa i Coswig.
7. Elisabet (död efter augusti 1316), nunna i Coswig.
8. Jutta (död efter augusti 1316), nunna i Coswig.
9. Konstanze (död efter augusti 1316), nunna i Coswig.
10. Sophie (död efter januari 1290), gift med Ludvig av Hakeborn.